# Prockiopsis grandis
Prockiopsis grandis är en tvåhjärtbladig växtart som beskrevs av George Edward Schatz och Lowry. Prockiopsis grandis ingår i släktet Prockiopsis och familjen Achariaceae. Inga underarter finns listade i Catalogue of Life.